# Stephanostomum coryphaenae
Stephanostomum coryphaenae är en plattmaskart. Stephanostomum coryphaenae ingår i släktet Stephanostomum och familjen Acanthocolpidae. Inga underarter finns listade i Catalogue of Life.